# Simon Hirsch
Simon Hirsch est un joueur allemand de volley-ball né le 3 avril 1992 à Ulm. Il mesure 2,05 m et joue attaquant. Il est international allemand.

## Clubs
| Club                 | De        | À         |
| -------------------- | --------- | --------- |
| TSV Unterhaching     | 2011-2012 | 2013-2014 |
| Argos Volley         | 2014-2015 | 2014-2015 |
| Top Volley Latina    | 2015-2016 | 2015-2016 |
| Volley Milan         | 2016-2017 | 2017-2018 |
| Korea Electric Power | 2018      | 2018      |
| Powervolley Milan    | 2018-2019 | 2018-2019 |
| Callipo Sport        | 2019-2020 | 2019-2020 |
| Narbonne Volley      | 2020-2021 | 2020-2021 |
| VfB Friedrichshafen  | 2021-2022 | 2021-2022 |
| Hebar Pazardjik      | 2022-     |           |

## Palmarès

### En sélection nationale
- Championnat d'Europe
  -  : 2017.

### En club
- Championnat d'Allemagne
  - Finaliste : 2012, 2022.
  - Troisième : 2013, 2014.
- Coupe d'Allemagne
  - Vainqueur : 2013, 2022.
  - Finaliste : 2012.
  - Troisième : 2014.
- Supercoupe de Bulgarie
  - Vainqueur : 2022.

### Distinctions individuelles
Aucune